# Louis Marin Buttet de la Rivière
Pour les articles homonymes, voir Buttet et La Rivière.
Louis Marin Buttet de la Rivière était un haut fonctionnaire, officier supérieur et grand propriétaire terrien à Saint-Domingue au XVIIIe siècle.

## Biographie
Né au Mans le 26 août 1680, fils d'un procureur, il passa à Saint-Domingue en 1699 pour recueillir la succession de son oncle Jacques Yvon des Landes, aide de camp de Ducasse.  
Nommé en 1702 conseiller au Conseil supérieur de Léogane, il passa ses pouvoirs à son frère René. Engagé au régiment de Champagne-Infanterie en qualité de lieutenant et de garçon major, il fit la campagne d'Allemagne sous Villars en 1707. 
Retourné à Saint-Domingue en 1710, devint capitaine réformé dans la marine en 1713, il fit une mission à Santo Domingo (1717), puis gravit les échelons et, en qualité de lieutenant du roi à Saint-Louis, fit construire Fort-Dauphin en 1728, puis fut anobli le 23 août 1730 et fait chevalier de l'ordre royal et militaire de Saint-Louis.
Il est nommé gouverneur de la partie du Sud en 1745, mais cette décision est cassé par le Conseil de guerre après la prise du fort Saint-Louis par les Anglais en 1748. 
Rentré en France, il mourut au Mans le 24 avril 1753.

## Famille
Riche propriétaire à Léogane et au Fond des Nègres, Louis Marin Buttet de la Rivière a épousé au Petit-Goâve, le 26 août 1720, Anne de Gromont, née et morte à Saint-Domingue (1691-1771), veuve de Jean-Joseph de Paty, l'un des dirigeants de l'expédition de Carthagène (1697).